# 親愛的對象
〈親愛的對象〉（英語：Untitled）是臺灣歌手蔡依林的歌曲。該歌曲由陳學聖和葛大為作詞、蔡依林和劉家凱作曲、蔡依林和陳君豪製作。該歌曲為電影《關於我和鬼變成家人的那件事》主題曲，於2022年12月9日由索尼音樂和凌時差音樂以單曲形式發行。
該歌曲入圍第60屆金馬獎最佳原創電影歌曲獎。

## 背景
2022年10月5日，蔡依林被目擊自臺北市信義區一間夜店離開並搭乘褓姆車，經紀人王永良翌日表示是為新計畫拍攝內容。同月13日，蔡依林宣布第五輪巡演「Ugly Beauty世界巡迴演唱會」將於同年12月31日至翌年1月2日及1月6日至8日在臺北小巨蛋舉辦臺灣最終場次。同年11月4日，媒體報導蔡依林預計於12月初發行由其參與創作的新單曲，該歌曲為某部電影主題曲，並將於巡演臺灣最終場首次演唱。
同年12月4日，電影《關於我和鬼變成家人的那件事》透過Facebook和Instagram透露主題曲由一名飼養愛犬的女歌手演唱，引發網友猜測為蔡依林。同月5日，該電影釋出更多和主題曲演唱者相關的線索。同月8日，蔡依林宣布為該片演唱的主題曲〈親愛的對象〉將於翌日0點發行，MV於翌日中午12點發布，並將和導演程偉豪及MV男主角林柏宏於翌日下午12點30分在Instagram直播分享創作和拍攝過程。

## 創作和錄製
蔡依林在該歌曲發行前一年接到導演程偉豪邀請，為電影《關於我和鬼變成家人的那件事》演唱主題曲。在閱讀劇本和觀賞片花後，她萌生親自創作主題曲的想法。蔡依林表示，在寫歌過程中仔細閱讀劇本，嘗試以不受框架限制的方式表達自身感受。不過她曾因擔心創作不符導演期待，多次中斷進程，甚至建議改由他人演唱，最終仍完成雙方皆滿意的作品。
該歌曲以故事性的唱法詮釋對感情的摸索和困惑，最終轉為堅定信念的理解。歌曲基於都市當代音樂風格，搭配溫暖而迷離的鋼琴聲，隨劇情推進加入輕舞曲節奏，並以合成器音效作為點綴，呈現獨特的成人抒情風格。

## 標題
蔡依林在該歌曲中提出對「愛」的新詮釋，以「對象」指涉不被定義也無需說明的親密關係。隨著時間推移，有些人成為家人、伴侶或朋友，也有人以默契成為彼此的「親愛的對象」。歌曲英文名稱「Untitled」反映她所追求的理想狀態，當兩人之間的關係超越名份界定時，保有「無標題」的自由和包容，強調愛的本質相同，人在情感光譜中可找到最適切的位置。

## 發行
2022年12月24日，該歌曲獲得《告示牌》臺灣歌曲榜第五名。2023年1月14日，登上新城勁爆本地榜第14名。同月19日，獲得Hit FM年度百首單曲第18名。

## 音樂影片
該歌曲的MV由導演殷振豪執導，演員林柏宏和王滿嬌參與演出。MV描繪林柏宏飾演的毛毛和王滿嬌飾演的毛嬤之間的祖孫情誼，蔡依林則飾演DJ角色，成為兩人打破隔閡、解開心結的關鍵人物。MV呈現如電影《關於我和鬼變成家人的那件事》的前傳，圍繞「出櫃」主題展開。「出櫃」在此不僅指性別認同，也象徵向重要的人坦白內心深處的秘密。MV結尾透過祖孫間的眼神交流，表達彼此理解和接納的過程。

## 評價
音樂人婁祖鈺評價，該歌曲是一首風格獨特的抒情作品，主歌營造出濃厚氛圍，副歌節奏明顯，情緒層層推進。

## 獎項
2023年6月3日，〈親愛的對象〉獲得Hito流行音樂獎最受歡迎數位單曲。同年10月3日，該歌曲入圍第60屆金馬獎最佳原創電影歌曲獎。

## 軼事
第34屆金曲獎年度歌曲獎自四千餘首報名作品中篩選出70首進行進一步評選。該屆金曲獎總召陳建騏表示，〈親愛的對象〉曾在評選過程中被討論，但因競爭激烈，最終未能入圍，成為該獎項的遺珠之一。

## 現場表演
2023年6月19日，蔡依林登上日本YouTube音樂頻道《The First Take》，演唱〈親愛的對象〉。

## 排行榜
| 排行榜（2022年—2023年） | 最高排名 |
| ----------------------- | -------- |
| 臺灣（告示牌）          | 5        |

## 幕後人員
- 林頡—鋼琴、貝斯、合成器、製作助理
- 陳君豪—鼓取樣、貝斯、合成器、聲碼器
- 李雅微—合音編寫
- 蔡依林—合音、聲碼器
- 葉育軒—錄音師
- BB Road Studio—錄音室
- Joe Grasso—混音師
- The Brewery Recording Studio—混音室
- 沈冠霖—製作助理

## 發行歷史
| 地區 | 日期          | 格式              | 經銷商   |
| ---- | ------------- | ----------------- | -------- |
| 全球 | 2022年12月9日 | 數位下載 串流媒體 | 索尼音樂 |

## 外部連結
- YouTube上的〈親愛的對象〉（MV幕後花絮）